# ایستگاه متروی وود لین
ایستگاه متروی وود لین (انگلیسی: Wood Lane tube station) یکی از ایستگاه‌های خط همرسمیت و سیتی و خط سیرکل متروی لندن است.
این ایستگاه که در منطقه همرسمیت و فولام لندن قرار دارد در سال ۲۰۰۸ میلادی تأسیس شده است.